# Christian Prochnow
Christian Prochnow (Potsdam, RDA, 19 de junio de 1982) es un deportista alemán que compitió en triatlón. Ganó una medalla de plata en el Campeonato Mundial por Relevos de 2007.

## Palmarés internacional
| Campeonato Mundial por Relevos | Campeonato Mundial por Relevos | Campeonato Mundial por Relevos | Campeonato Mundial por Relevos |
| Año                            | Lugar                          | Medalla                        | Prueba                         |
| ------------------------------ | ------------------------------ | ------------------------------ | ------------------------------ |
| 2007                           | Tiszaújváros (Hungría)         | Medalla de plata               | Relevos                        |